# Celestino Fernández de la Vega
Celestino Fernández de la Vega Pardo (Friol, 23 de septiembre de 1914 - Río Miño, Lugo, marzo de 1986) fue un escritor, filósofo y ensayista gallego. Es mejor conocido por su tratado sobre humor titulado O segredo do humor, de 1963.

## Trayectoria
Fue el sexto de los ocho hijos del notario Higinio Fernández de la Vega Pasarín, natural de Castroverde; y de Ángela Pardo Saavedra, natural de Friol. A los once años abandonó su ciudad natal para trasladarse a Lugo con sus hermanas mayores y estudiar el bachillerato. En 1930, para satisfacer los deseos de su padre, inició la carrera de Derecho en la Universidad de Santiago de Compostela y al cabo de cuatro años fue a terminarla a Madrid. Allí conoció a Pío Baroja. Al poco de finalizar sus exámenes finales fue movilizado y combatió en el bando nacional durante la Guerra Civil Española, pasando por Extremadura, Teruel y Asturias. 
Tras el fin del conflicto comenzó a prepararse para los exámenes de técnico en administración, que ganó en 1940, y fue destinado al Gobierno Civil de Lugo. Fue asiduo visitante de diversas tertulias con Luís Pimentel, Ángel Fole, Antonio Figueroa, Luciano Penedo y Ramón Piñeiro. Fue uno de los socios fundadores de Editorial Galaxia y colaboró en publicaciones como El Progreso, La Noche, Grial o Galicia Emigrante.
Junto a Domingo García Sabell, Rof Carballo, Ramón Piñeiro y Carballo Calero, entre otros, formó parte del movimiento del nuevo ensayismo gallego, que en la década de los cincuenta se dio a conocer con la publicación de trabajos monográficos realizados en torno a Rosalía de Castro y otros autores gallegos.
Fernández de la Vega se acercó al pensamiento filosófico de Heidegger, del que llegó a ser un profundo conocedor. A él se deben las traducciones de De la esencia de la verdad, de ese autor, y Cancionero de poesía céltica, de Pokorny.
Fernández de la Vega intentó resaltar lo que entendía como las características fundamentales del ser gallego: la saudade, el sentimiento del paisaje y el humor. Obras suyas importantes que tratan estos temas son Abrente e solpor da la espazaida de 1958 y O segredo do humor.
Formó parte de la comisión para el patrimonio histórico-monumental de Lugo y fue el encargado de escribir sobre Lugo en la Gran Enciclopedia Galega. Fue hecho miembro de Honor de la Asociación de Escritores en Lengua Gallega.
En 1980 sufrió un infarto. Tras desaparecer de su domicilio el 25 de marzo de 1986, su cadáver fue encontrado en el río Miño el 15 de abril. 

## Obra
- O segredo do humor, 1963, Galaxia.
- El enigma de Santa Eulalia de Bóveda, 1970, Lugo.
  - Ensaios a proba do tempo, 2009, Galaxia. Inclúe:
    - (1951) "Cultura y comunicación", en Presencia de Galicia. Colección "Grial" 1. Galaxia.
    - (1951) "Perfil gallego de Valle-Inclán", en Seara Nova (Lisboa)
    - (1952) "Campanas de Bastabales", en 7 ensayos sobre Rosalía» (Galaxia)
    - (1958) "Abrente e solpor da paisaxe", en Homaxe a Otero Pedrayo no seu LXX aniversario do seu nacemento (Galaxia)
    - (1959) "Vida e poesía de Luís Pimentel" en Sombra do aire na herba (Galaxia)
    - (1956) "Introdución a Da esencia da verdade" en Da esencia da verdade (Galaxia)
    - (1963) "Braque, pintor de lo nunca visto", en Grial n.º 2.
    - (1967) "Sobre la persona y la obra de García-Sabell", en Grial n.º 15.
    - (1969) "Presencia de Rof Carballo" en El Progreso.
    - (1988) "Heidegger e Nietzsche" en Luzes de Galiza n.º 12, pp. 35-38